# Морла Цона Виле (Мачерата)
Морла Цона Виле (итал. Morla Zona Ville) насеље је у Италији у округу Мачерата, региону Марке.
Према процени из 2011. у насељу је живело 61 становника. Насеље се налази на надморској висини од 241 м.